# 5937 Лоден
5937 Лоден (5937 Loden) — астероїд головного поясу, відкритий 11 грудня 1979 року.
Тіссеранів параметр щодо Юпітера — 3,606.